# شارل البدين
شارل الثالث المعروف بـ شارل البدين أو شارل السمين (دوناوشينغن، 13 يونيو 839 - دوناوشينغن، 13 يناير 888) ملك ألمانيا (876-887)، ثم ملك إيطاليا (879-887) وإمبراطور (881-887) وملك الفرنجة الشرقيين (882-887) وأخيراً ملك الفرنجة الغربيين وملك أكيتانيا والملك الإسمي لبروفنسا (884-887). كان آخر إمبراطوراً من (الذرية الشرعية) السلالة الكارولنجية.

## الأصول
هو ثالث أبناء لويس الجرماني (الابن الثالث للويس الورع وإرمنغارد) وإيما أو (808 - 31 يناير 876) ابنة غويلف الأول كونت ألتدورف وحاكم رافنسبورغ من زوجته هدفيش ساكسونيا (775—833) ابنة الكونت إنسانبارت. 

والدته إيما كانت الشقيقة الصغرى لزوجة جده لويس الورع الثانية، الامبراطورة جوديث بافاريا.

## السيرة

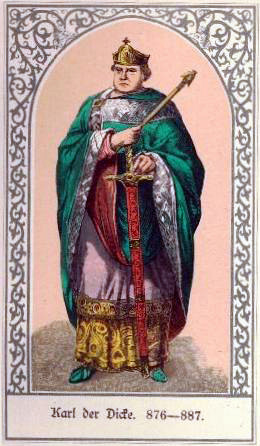
تمثيل لشارل البدين مأخوذ من كتاب من القرن التاسع عشر

تزوج شارل البدين سنة 862 من ريكاردا السوابية، ابنة الكونت إركانجر، عائلة أهالولفينجيين. منذ الزواج ولدت الأطفال. شارل كان الابن غير الشرعي، وبرناردو، ولد سنة 876 ربما، أن شارل، ضد الرأي من شأنه أن يضفي الشرعية على القوي يريد مع دعم البابا أدريان الثالث، لكنه توفي (يوليو 8، 885)، قبل أن والشرعية لا يتم أي شيء. بعد وفاة والده، فإن شارل البدين، برناردو قاد تمردا ضد ابن عمه أرنولف للكارينثيا الذي خلف شارل البدين على عرش الفرنجة الشرقيين، إلى أن قـُتل في 891 أو 892.
في 865، وقدم والده شارل الحكومة ألامانيا البدين، حيث أصبح ملكا في وفاة والده، في 876.
في سنة 871، قد انتشرت الصوت الإمبراطور لويس الثاني، وقد نفذ فيهم حكم الإعدام من قبل أمير بينيفنتو، أديلكي، والده لويس الجرماني، شارل إلى إيطاليا لجمع عضوية ضد أخيه غير الشقيق شارل الأصلع، وكلاهما حريص على المملكة تحتل إيطاليا. الأنباء أن الإمبراطور كان على قيد الحياة قبل وصوله إلى وصول المسلحة.
لذلك عندما مات الإمبراطور لويس الثاني، في 12 أغسطس سنة 875، أُعيد شارل البدين على رأس جيش إلى إيطاليا، لكنه اضطر إلى للتراجع وحل محله بالمهمة شقيقه شارلمان.
بوفاة لويس الجرماني في 28 آب أغسطس من عام 876، قـُسمت مملكة الفرنجة الشرقية أو ألمانيا بين أبنائه الثلاثة:
- شارلمان، حصل على لقب ملك الفرنجة الشرقيين أو ألمانيا
- لودوفيش الثالث الشمال: فرنكونيا وساكسونيا وتورنغن
- شارل الثالث البدين على ألامانيا (شوابيا وريتيا).

879 في تشرين الثاني / نوفمبر شارلمان أخيه، ملك بافاريا، الذي سنة 877، نجحت في أن تتوج ملك إيطاليا، قبل بضعة أشهر من وفاته، غادر المملكة في إيطاليا، ذهب إلى ولاية بافاريا وشقيق آخر، لويس الثالث الأصغر.
880، العائدين من رافينا، حيث كان توج ملكا لإيطاليا، واجتمع مع أقاربه، لويس الثالث، ملك من فرانكس والغربية شارلمان الثاني، ملك آكيتاين، من أجل التوصل إلى بوسون الحرب، انتخب الملك بروفانس بدلاً من لويس الثالث، الذي كان سقط في القانون. واحتل ماكو وجزء من مملكة بروفنسا في آب / أغسطس، وحاصر فيينا حيث تحصن بوسون.
في تشرين الثاني / نوفمبر من ذلك العام، غادر شارل البدين حصار فيينا ذاهباً إلى روما لتلقي تاج الامبراطورية من يد البابا يوحنا الثامن (12 شباط / فبراير 881).
بعد وفاة شقيقه لويس (882)، شارل البدين، كما السيطرة على الأراضي التي سادت (بافاريا فرنكونيا، ساكسونيا وتورنغن)، وراثة اللقب الإفرنجية الملكية أو ألمانيا الشرقية، مما اسفر عن الابن غير الشرعي شقيقه شارلمان ولاية بافاريا، أرنولفو، ودوقية من كارينثيا.
بعد ذلك، في سنة 884، شارلمان الثاني الذي خلف في سنة 882 شقيقه لويس الثالث الذي مات إثر سقوط من صهوة جواده، ملكاً للفرنجة الغربيين وطامحاً في عرش بروفنسا، مات هو الآخر بذات الطريقة، اختير شارل البدين القوي المملكة خلفا له ملكا فرنجة الغربيين، ملك أكيتانيا، والملكية الدستورية في بروفانس العرش، لأنه الوريث الشرعي، وشارل، شقيق شارلمان كان لا يزال طفلا: رسمي إمبراطورية شارلمان موحدا تحت حاكم واحد. لكنه لم يتمكن من مواجهة الفايكنك الغزوات، لأنه وبعد انتصارات أولية، بما في ذلك هجوم على أوغو دوق الألزاس له شقيق واحد زعماء فايكنغ، غوفريدو دوق فريزيا) قد هزم في العام نفسه في لوفان، من هناك الفايكنغ الذين تجمعوا معا، لأنه بعد وفاة شارلمان الثاني، أنهكوا من المهمة وكان من الضروري ترك مملكة الإفرنج الغربيين والعودة.
سنة 886، فرض أسطول سفن الإسكندينافي كبير حصاراً على باريس. ولكن أود كونت باريس تمكن من اختراقه وإبلاغ الامبراطور تشارل البدين، الذي استدعي في التجمع متز حيث قررت لمساعدة المدينة. أُرسل هنري ألامانيا دوق فرنكونيا للاستطلاع، وبيد أنه قـُتل بينما كان براقب معسكر العدو (28 أغسطس)، وتراجعت قواته. شارل بعد شهرين مضت قدما مع الجيش في باريس، ولكن بدلاً من إعطاء المعركة، وفتح مفاوضات مع زعيم فايكنغ، سيغريد التي انتهت بالاتفاق على أن الفايكنك أن رفع الحصار إلى باريس، بناء على بناء على أوامر الدفع من 700 رطل من الفضة، والسماح ليرتفع السين لقضاء فصل الشتاء في بورجوندي، ثم وضعها في الحقيبة.
سنة 877، وعد شارل ابنه بوسون بالحماية (مات في 11 يناير، دون أن يستسلم)، وضمن لويس الثالث الأعمى وراثة عرش بروفنسا.
أطيح بشارلز في اجتماع لكبار الامبراطورية قد في تريبور بالقرب من دارمشتات في تشرين الثاني نوفمب سنة 887، مستغلين كون الإمبراطور قاصراً بدنياً بسبب مرض خطير. في تلك اللحظة تشتت إمبراطورية شارلمان بشكل نهائي، سعت مختلف الفصائل بسط سيطرتها على التاج. أعلن أود كونت باريس ملكاً للفرنجة الغربيين باجتماع عقد في كومبيين. في إيطاليا سيطر بيرنغاريو الأول وغويدو الثاني على تاج ملك إيطاليا.
شارل، بعد خلع، سحب على نهر الدانوب، في ألامانيا (أو شوابيا)، نايدنغن، بالقرب من كونستانس، حيث توفي في 13 كانون الثاني / يناير ذريعا 888 ودفن في جزيرة رايشيناو.
شارل البدين، رجل مثقف ومتدين، الذي ليس لديه الطاقة وليس لديها موقف للقرار كان من الصعب جدا على عقد، وعادة ما يشار إليها بوصفها دولة ذات سيادة ضعيفة للغاية، ولكن هذه قد تكون ناجمة أيضا عن طريق هذا المرض الذي كان يعاني، ربما الصرع.